# Campeonato Mundial de Ciclismo en Ruta de 2019
El LXXXVI Campeonato Mundial de Ciclismo en Ruta se realizó en Yorkshire (Reino Unido) entre el 22 y el 29 de septiembre de 2019, bajo la organización de la Unión Ciclista Internacional (UCI) y la Unión Ciclista Británica.
El campeonato constó de carreras en las especialidades de contrarreloj y de ruta, en las divisiones élite masculino, élite femenino y masculino sub-23; además se disputó una carrera por relevos mixtos. En total se otorgaron siete títulos de campeón mundial.

## Programa
El programa de competiciones fue el siguiente:
| Día                      | Evento                          | Trayecto                                            | Distancia (km) | Ganador                                |
| ------------------------ | ------------------------------- | --------------------------------------------------- | -------------- | -------------------------------------- |
| Contrarreloj por equipos |                                 |                                                     |                |                                        |
| 22 de septiembre         | Contrarreloj por relevos mixtos | Harrogate–Harrogate (circuito de 14 km – 2 vueltas) | 27,6           | Países Bajos                           |
| Contrarreloj individual  |                                 |                                                     |                |                                        |
| 24 de septiembre         | Contrarreloj masculina sub-23   | Ripon–Harrogate                                     | 30,3           | Mikkel Bjerg ( Dinamarca)              |
| 24 de septiembre         | Contrarreloj femenina           | Ripon–Harrogate                                     | 30,3           | Chloé Dygert ( Estados Unidos)         |
| 25 de septiembre         | Contrarreloj masculina          | Northallerton–Harrogate                             | 54,0           | Rohan Dennis ( Australia)              |
| Ruta individual          |                                 |                                                     |                |                                        |
| 27 de septiembre         | Ruta masculina sub-23           | Doncaster–Harrogate (circuito – 2 vueltas)          | 171,6          | Samuele Battistella · ( Italia)        |
| 28 de septiembre         | Ruta femenina                   | Bradford–Harrogate (circuito – 3 vueltas)           | 149,4          | Annemiek van Vleuten · ( Países Bajos) |
| 29 de septiembre         | Ruta masculina                  | Leeds–Harrogate (circuito – 9 vueltas)              | 261,8          | Mads Pedersen ( Dinamarca)             |

## Resultados

### Masculino
- Contrarreloj

| Puesto | Ciclista        | País      | Tiempo     |
| ------ | --------------- | --------- | ---------- |
| Oro    | Rohan Dennis    | Australia | 1:05:05,35 |
| Plata  | Remco Evenepoel | Bélgica   | 1:06:14,28 |
| Bronce | Filippo Ganna   | Italia    | 1:07:00,35 |

- Ruta

| Puesto | Ciclista       | País      | Tiempo  |
| ------ | -------------- | --------- | ------- |
| Oro    | Mads Pedersen  | Dinamarca | 6:27:28 |
| Plata  | Matteo Trentin | Italia    | 6:27:28 |
| Bronce | Stefan Küng    | Suiza     | 6:27:30 |

### Femenino
- Contrarreloj

| Puesto | Ciclista             | País           | Tiempo   |
| ------ | -------------------- | -------------- | -------- |
| Oro    | Chloé Dygert         | Estados Unidos | 42:11,57 |
| Plata  | Anna van der Breggen | Países Bajos   | 43:43,92 |
| Bronce | Annemiek van Vleuten | Países Bajos   | 44:04,23 |

- Ruta

| Puesto | Ciclista             | País         | Tiempo  |
| ------ | -------------------- | ------------ | ------- |
| Oro    | Annemiek van Vleuten | Países Bajos | 4:06:05 |
| Plata  | Anna van der Breggen | Países Bajos | 4:08:20 |
| Bronce | Amanda Spratt        | Australia    | 4:08:33 |

### Sub-23
- Contrarreloj

| Puesto | Ciclista        | País           | Tiempo   |
| ------ | --------------- | -------------- | -------- |
| Oro    | Mikkel Bjerg    | Dinamarca      | 40:20,42 |
| Plata  | Ian Garrison    | Estados Unidos | 40:46,87 |
| Bronce | Brandon McNulty | Estados Unidos | 40:48,11 |

- Ruta

| Puesto | Ciclista            | País        | Tiempo  |
| ------ | ------------------- | ----------- | ------- |
| Oro    | Samuele Battistella | Italia      | 3:53:52 |
| Plata  | Stefan Bissegger    | Suiza       | 3:53:52 |
| Bronce | Thomas Pidcock      | Reino Unido | 3:53:52 |

### Mixto
- Contrarreloj por relevos

| Puesto | Ciclistas                                                                               | Equipo       | Tiempo   |
| ------ | --------------------------------------------------------------------------------------- | ------------ | -------- |
| Oro    | Koen Bouwman Bauke Mollema Jos van Emden Lucinda Brand Riejanne Markus Amy Pieters      | Países Bajos | 38:27,60 |
| Plata  | Tony Martin Nils Politt Jasha Sütterlin Lisa Brennauer Lisa Klein Mieke Kröger          | Alemania     | 38:50,35 |
| Bronce | John Archibald Daniel Bigham Harry Tanfield Lauren Dolan Anna Henderson Joscelin Lowden | Reino Unido  | 39:18,87 |

## Medallero
| Núm. | País           | Oro | Plata | Bronce | Total |
| ---- | -------------- | --- | ----- | ------ | ----- |
| 1    | Países Bajos   | 2   | 2     | 1      | 5     |
| 2    | Dinamarca      | 2   | 0     | 0      | 2     |
| 3    | Estados Unidos | 1   | 1     | 1      | 3     |
| 3    | Italia         | 1   | 1     | 1      | 3     |
| 5    | Australia      | 1   | 0     | 1      | 2     |
| 6    | Suiza          | 0   | 1     | 1      | 2     |
| 7    | Alemania       | 0   | 1     | 0      | 1     |
| 7    | Bélgica        | 0   | 1     | 0      | 1     |
| 9    | Reino Unido    | 0   | 0     | 2      | 2     |
|      | TOTAL          | 7   | 7     | 7      | 21    |